# Lynn Woolsey
Lynn C. Woolsey (Seattle, 3 november 1937) is een Amerikaans politica van de Democratische Partij. 
Van 1985 tot 1992 was Lynn Woolsey gemeenteraadslid in haar thuisstad Petaluma. Van 1993 tot 2013 vertegenwoordigde ze de traditioneel sterk Democratische county's Marin en Sonoma, verenigd in het 6e congresdistrict van Californië, in het Huis van Afgevaardigden. Als een van de meest progressieve afgevaardigden was ze lid en mede-voorzitter van de progressieve fractie binnen haar partij. Op 28 juni 2011 kondigde Woolsey aan dat ze zich in 2012 niet herverkiesbaar zou stellen.
- International Standard Name Identifier: 0000 0000 4948 5564
- Library of Congress Control Number: nr2004004225
- SNAC: w6v51kpp
- Biographical Directory of the United States Congress: W000738
- Virtual International Authority File: 54096866
- WorldCat: E39PBJxx99Hy4pp3DYXfQFWv73